# Summertime Blues (Film)
Summertime Blues ist ein deutscher Jugendfilm aus dem Jahr 2009 von Regisseurin Marie Reich. Er basiert auf dem gleichnamigen Jugendroman der britischen Autorin Julia Clarke.  François Goeske verkörpert den jungen Alex Homann, der aus vielerlei Gründen in ein Gefühlschaos besonderer Art gerät. Nicht ganz unschuldig daran sind auch die von Sarah Beck und Zoe Moore gespielten jungen Frauen.

## Handlung
Alex Homann ist 15 und lebt in Bremen, als sich seine Lebensumstände gravierend verändern. Seine Eltern lassen sich scheiden. Sein Vater Steffen hat sich bereits neu orientiert und ist ein Verhältnis mit seiner sehr viel jüngeren Assistentin Mandy eingegangen, die kurz nach der vollzogenen Trennung schwanger wird. Auch Alex’ Mutter Diana bleibt nicht lang allein, da sie sich in den Schauspieler Seth McElroy verliebt hat und den Sommer mit ihm in Kent verbringen will, da er dort als Hauptdarsteller einer Serie drehen muss. 
Alex fühlt sich von seinen Eltern verraten und ungeliebt, der Blues hat ihn im Griff. Nach einer Schlägerei in der Schule hält seine Mutter es für das Beste, ihn über den Sommer mit nach England zu nehmen. Nur widerwillig fügt der Minderjährige sich und ist anfangs nicht begeistert, als er in einem verschlafenen englischen Dorf namens Stodmarsh landet. Als er jedoch die unkonventionelle und äußerst tierliebe Engländerin Louie kennenlernt, hilft ihm das, nicht mehr alles nur negativ zu empfinden. Louie engagiert sich sehr für Tiere, ist witzig und unabhängig. Sie schafft es auch, dass Alex die Umgebung, die er als öde abgetan hat, so wahrnimmt, wie sie wirklich ist, nämlich äußerst reizvoll. Louie und Alex werden Freunde.  
Dann taucht Faye auf, Seths Tochter, die aus den USA kommt, um den Sommer bei ihrem Vater zu verbringen. Sie ist nicht nur smart, höflich und hilfsbereit und hat ausgesprochen gute Manieren,  sondern auch außergewöhnlich apart und schafft es spielend, dass Alex sie nicht, wie er es sich vorgenommen hatte, links liegen lässt, sondern ganz im Gegenteil. Sie trägt dazu bei, dass sein Gefühlschaos sich noch um ein Vielfaches vergrößert, da Faye eine nie gekannte Faszination auf ihn ausübt.
Inzwischen hat Mandy ihr Baby bekommen und Alex’ Vater möchte, dass er bei der Taufe in Bremen dabei ist. Überstürzt reist er ab und versucht in der Heimat, wieder Ordnung in sein Leben zu bringen und sich seinen Gefühlen zu stellen und zu akzeptieren, dass Schmerz und Verantwortung niemandem erspart bleiben und zum Erwachsenwerden dazugehören. Als er nach England zurückkehrt, ist er sich sicher, wem sein Herz gehört und wo sein Platz ist – bei Faye. Louie hat sich während seiner Abwesenheit ebenfalls verliebt.

## Produktion, Hintergrund, Veröffentlichung
Produktionsfirmen waren die Bavaria Film GmbH und die Bremedia Produktion GmbH in Zusammenarbeit mit dem NDR und Arte, der Constantin Film AG, der Solaris Filmproduktion, der Münchner Filmwerkstatt und Universum Film. Gefördert wurde der Film von der Filmförderungsanstalt (FFA), vom FilmFernsehFonds Bayern, von der Nordmedia mbH und vom Deutschen Filmförderfonds. Die Dreharbeiten begannen am 8. Juli 2008 und endeten am 22. August 2008. Drehorte waren Bremen, Bremerhaven und neben Kent weitere Landschaften im Südosten Englands. Der Erstverleih des Films erfolgte durch die Universum Film GmH in München. 
Für Marie Reich stellte Summertime Blues ihr Regiedebüt dar. Ihre Mutter, die Drehbuchautorin und Produzentin Uschi Reich, war in diesen Funktionen in den Film involviert.
Kinostart in Deutschland war am 20. August 2009. Am 27. Januar 2010 wurde der Film von Universum Film auf DVD veröffentlicht. Erstaufführung im Fernsehen war am 3. September 2011 auf Arte sowohl im französischen als auch deutschen Programm.

## Kritiken
Das Lexikon des internationalen Films sprach von einer „sensibel inszenierte[n], lakonisch unterfütterte[n] Komödie, die ohne Klischees die Entwurzelung eines Scheidungskindes zwischen Familienkrise, Selbstfindung und erster Liebe beschreib[e] und ebenso aufmerksam wie unterhaltsam gesellschaftliche Wirklichkeit reflektier[e].“ Vor allem den jungen Darstellern wurde bescheinigt, dass sie „durch Natürlichkeit und Wandlungsfähigkeit“ überzeugen würden.
„Der Fotoroman einer Schüleraustauschbroschüre hätte es sich nicht schöner ausmalen können. Die Grafschaft Kent – auf deren Provinzialität sich Alex’ ursprüngliche Abneigung bezieht – ist von einer Lieblichkeit, als hätte sie die Kinderbuchautorin Enid Blyton ausgedacht“, stellte Philipp Bühler von der Berliner Zeitung fest. […] Weiter hieß es, Summertime Blues „sei der Versuch, dem deutschen Teenagerfilm ein paar englische Sentimentalitäten beizubringen: heitere Melancholie, Naturromantik, Schwärmen um des Schwärmens willen“. „Verweise auf Jane Austen und die Schwestern Brontë“ gebe es „gratis dazu“. Leider seien „Dialoge und insbesondere die Erwachsenencharaktere derart platt, dass man doch lieber zu den Originalen greif[e]“.
In der taz wurde kritisiert: „Hübsche Landschaftsaufnahmen hin oder her, Protagonist Alex kommt jetzt statt aus London aus Bremen und so guckt er auch in die dörfliche englische Landschaft, wo er, ja was eigentlich – bremische Urbanität etwa? – vermisst. Wie ja überhaupt viel gestarrt wird in deutschen Filmen, da hat Marie Reich das, was hierzulande so Handwerk genannt wird, ganz gut gelernt auf der Filmhochschule.“ Die Dialoge wurden für „hölzern“ befunden, die Kameraführung als zu „statisch“, lediglich den weiblichen Hauptrollen wurde zugestanden, dass sie „überzeugen“ und für „einige Lichtblicke sorgen“ würden.
Ganz anders sah das die Deutsche Film- und Medienbewertung (FBW), die dem Film das Prädikat „wertvoll“ verlieh und das wie folgt begründete: „Summertime Blues ist ein erfrischend gelungenes Werk, dem es gelingt ernsthaft auf die Probleme junger Menschen im pubertären Alter und ohne den berühmten pädagogischen Zeigefinger einzugehen. Und das nicht mit coolen Sprüchen und lautem Discosound. Man merkt deutlich, dass das sorgfältig geschriebene Drehbuch aus einer Romanvorlage hervorgeht. […] Aus der Sicht von Alex, mit Witz und Ironie erzählt, vielfach auch im Off, dessen innere Zerrissenheit und seine Suche nach Liebe und Geborgenheit. Das ist nicht nur gut gespielt von François Goeske, seine Sprache ist auch seinem Alter angemessen und durchweg glaubhaft.“
Auch das Fazit von Kino.de fiel positiv aus und bescheinigte Marie Reich, dass sie „witzig und einfühlsam das allmähliche Erwachsenwerden eines Jugendlichen unter alles anderem als einfachenn Bedingungen“ beschreibe. Weiter hieß es: „Mit leichter Hand und melancholischem Unterton sind Unbill und Unsicherheiten eines Heranwachsenden inszeniert, der seinen Gefühlen noch nicht traut und wenn’s um Mädels geht, alles falsch macht. Kein Wunder, dass ihn der ‚Summertime‘ Blues packt. Marie Reich gelingt ein atmosphärisch stimmiges Erstlingswerk, sie nimmt ihre jugendlichen Protagonisten ernst und verzichtet konsequent auf krude Teenie-Sexkomik oder kitschige Romantic-Comedy-Elemente. […] Ein authentischer Film über Patchworkfamilien, den komplizierten Prozess des Erwachsenwerdens und die erste Liebe, die Suche nach einem Platz im Leben mit großer Identifikationsmöglichkeit für Jugendliche.“

## Auszeichnungen (Auswahl)
- Die Deutsche Film- und Medienbewertung verlieh dem Film 2009 das Prädikat wertvoll.[4]
- Internationales Filmfest Emden-Norderney
  - Nominierung für Marie Reich und die Bavaria Film für den Bernhard Wicki Preis und
  - den EZetera-Filmpreis